# Leucophenga spilossoma
Leucophenga spilossoma är en tvåvingeart som beskrevs av Lin och Wheeler 1972. Leucophenga spilossoma ingår i släktet Leucophenga och familjen daggflugor.
Artens utbredningsområde är Taiwan. Inga underarter finns listade i Catalogue of Life.